# IObit Driver Booster
IObit Driver Booster – програма для оновлення застарілих драйверів. Цю програму використовують для сканування та визначення застарілих драйверів в автоматичному режимі. Також за допомогою цієї програми можливе завантаження та встановлення оновлень в одне клацання мишки, що суттєво заощаджує час користувача. Driver Booster був розроблений для налаштування драйверів для покращення продуктивності комп'ютера, в тому числі в іграх. Крім того, цю програму використовують як один із інструментів захисту персонального комп'ютера від збоїв обладнання, конфліктів та збоїв системи.

## Функції
- Оновлення драйверів
- Можливість пакетного оновлення драйверів
- Підтримка роботи з ігровими драйверами (IObit Driver Booster спеціально розроблений для налаштування драйверів для кращої продуктивності в іграх)
- Велика база даних драйверів, що зберігається в режимі онлайн
- Автоматична перевірка оновлень та оновлення застарілих драйверів в один клік
- Функція керування періодичністю автоматичних перевірок на наявність нових драйверів
- Додатково: дефрагментація диска, видалення тимчасових файлів, чищення реєстру, допоміжні інструменти для виправлення помилок системи [2]